# 建緒組命
建緒組命（たけおぐみのみこと、生没年不詳）は、古墳時代の豪族で初代火国造。健軍神社では健緒組命、『肥前国風土記』では健緒組、火君健緒組（火君健緒純）と表記される。

## 概要
『肥前国風土記』によると、崇神朝に益城郡の朝来名峰に打猿と頸猿という二人の土蜘蛛がおり、百八十余人の軍勢を率いて山頂に隠れ住み、天皇に服従しなかったため、天皇は肥君（火君）等の祖・健緒組に土蜘蛛を征討するように勅命を下したとされる。健緒組は勅命を奉じて悉く土蜘蛛を討った後、国内を観察して日が暮れたため、八代郡の白髪山で止まった。その夜、虚空に火が出現して自然に燃え上がり、徐々に降下して山に火が就いた。それを見て驚いた健緒組は不思議に思い、朝廷に参上して戎征討を復命した際にこの出来事を奏上した。すると、天皇は「奏上したようなことは未だ聞いたことがない。火が下った国だから火国と謂うべきだろう」と勅した。そこで健緒組の勲功を挙げて姓名を与え、火君健緒組といった。そのまま健緒組に国を統治させ、火によって火国といったとされる。